# 黃龍士
黃龍士（1652年—？），名虬，又名霞，字月天，号龙士，以号行，江苏泰州姜堰人，清朝圍棋大國手，和後來的范西屏、施襄夏并稱清代三大棋聖，為康熙中期圍棋霸主。

## 生平
黃龍士少時聰慧，年十一即以善弈聞名。年十八，與前輩盛大有弈於北京，七戰全勝，一時聲名大振，當時國手皆望風披靡，唯周東侯稍可抗衡，二人並稱「黃龍周虎」。黃周兩人於揚州弈樂園對弈二十五局，黃龍士以十六勝八負一和佔壓倒優勢，遂一統康熙棋壇。清代學者閻若璩在《潛邱札記》把黃龍士和顧炎武、黃宗羲等並列為十四聖人。
黃龍士後來曾指導徐星友，當時徐星友已是二流國手，黃龍士故意讓其三子，對弈十局，兩人各竭心智，棋局激烈異常，後世名為「血淚篇」，為中國古棋中僅次於「當湖十局」的名譜。「血淚篇」十局成績為黃龍士四勝五敗一結果不明，結果不明那局明顯黃龍士優勢。

## 棋風
黃龍士棋風不拘一格、靈活多變，中盤力量號稱「十三段」。除了攻擊之外，治孤亦是其拿手絕活，鄧元穗《黃龍士先生棋譜‧序》：「或當危急存亡之際，群已束手智窮，能於潛移默運之間，益見巧心妙用，空靈變化，出死入生，試披對局之圖，盡是驚人之作，可謂得未曾有矣。」
但黃龍士非純以力量著稱，黃龍士之所以被稱為一代棋聖，在於他盡變明代舊法，追求合理的行棋方式。徐星友《兼山堂弈譜》評價黃龍士：「寄纖濃於淡泊之中，寓神俊於形骸之外，所謂形人而我無形，庶幾空諸所有，故能無所不有也。」「一氣清通，生枝生葉，不事別求，其枯滯無聊境界，使敵不得不受。脫然高蹈，不染一塵，臻上乘靈妙之境。」

## 著作
黃龍士著有《弈括》，包括「擬出子式」三十局、「演官子式」三百六十局，皆為提升棋藝的基礎科目。

## 評價
- 吳清源《中國圍棋古譜精解大系‧序》：「清代大國手的棋力，我以為是達到了非常了不起的程度的，應相當於日本名人一級的水平。」
- 聶衛平：「黃龍士很厲害，被日本人尊稱為十三段，但是他下不過道策。」「如果讓他一直活到現代，我恐怕贏不了他。」「這個人的棋才好極了，如果讓他掌握現代圍棋的精隨，我相信他的圍棋水平，比現在的高手高。」[3]
- 陳祖德：「我不能說施范的棋藝比黃龍士好，我認為不見得，可能黃龍士更好。」[4]
- 陳祖德：「黃龍士的棋在古棋中也佔有很重的分量，不過他的棋風以清俊飄逸、隨機應變為主，鬥力為次，很像日本本因坊秀和的棋。」[5]
- 鄧元穗《黃龍士先生棋譜‧序》：「落子乃有仙氣，此中無復塵機，是殆天授之能，迥非凡手可及。」
- 鄧元穗《弈評》：「黃龍士如天仙化人，絕無塵想。」
- 李汝珍《受子譜》：「國朝黃月天出，異想天開，別創生面，極盡心思之巧，遂開一代之盛。」
- 鮑鼎《國弈‧序》：「迨黃龍士一出，其落子布算，如飛仙劍俠，令人莫測端倪。」